# レッツゴードンキ
レッツゴードンキは、日本の競走馬である。主な勝ち鞍は2015年の桜花賞。

## 生産牧場
レッツゴードンキを生産したのは北海道平取町の清水牧場である。1967年（昭和42年）創業で、50年間にダイタクヘリオス（マイルチャンピオンシップ2勝）、マジェスティバイオ（中山大障害・中山グランドジャンプ）などを生産してきた。同牧場の生産馬で中央競馬のクラシック競走を勝つのはレッツゴードンキが初めてである。

## 競走馬として

### 2歳時（2014年）
レッツゴードンキは2歳の夏に札幌競馬場で初出走を果たし、札幌2歳ステークス（G3、1800メートル）3着、アルテミスステークス（G3、1600メートル）2着を経て、12月の阪神ジュベナイルフィリーズ（G1、1600メートル）で優勝馬から半馬身差の2着になった。

### 3歳時（2015年）

#### 桜花賞で30年ぶりの逃げ切り優勝
3歳になるとチューリップ賞（G3、1600メートル）に出走した。レッツゴードンキはスタートから「押し出されるような形で」先頭に立ってしまい、逃げる格好となった。その結果、最後の直線で失速し、ココロノアイらにかわされて3着に敗れた。
元騎手の安藤勝己は、レッツゴードンキの「行きたがる面」を欠点だと指摘し、その克服が今後の鍵となると評した。厩舎サイドでも、チューリップ賞の敗戦のあとは「後ろで我慢させる」ことを重視した調教を行った。
桜花賞（G1、1600メートル）には重賞を複数勝ったものが1頭しかおらず、キャリアの浅い馬が揃った。その中で3戦無敗のルージュバックが1.6倍の人気を集め、唯一頭重賞を2勝していたココロノアイが7.6倍の2番人気だった。島田明宏は、ファンはルージュバックの優勝で11年ぶりの「無敗の桜花賞馬」が誕生することを期待していたという。レッツゴードンキは出走馬の中では2歳時に最も高いレーティングを獲得していたが、5番人気どまりだった。
レッツゴードンキは2013年頃オーストラリアで開発されたトライアビットという新型の特殊なリングハミを装着して出走していた。これは競走馬の発揮する能力を向上させ、特に先行したがる馬に効果的とされている。調教助手を務める西原玲奈の想定では、本命馬のルージュバックが4、5番手につけ、レッツゴードンキはその直後に控えるレースをするはずだった。騎手の岩田康誠も「後ろから行くという気持ちが95%」だった。発走直前のパドックでも、陣営は後方待機策の打ち合わせをしていた。
しかしレッツゴードンキはチューリップ賞と同様に、スタートから先頭にたった。西原はこれを見て「やっちゃった」と感じたという。岩田騎手は、チューリップ賞では敗れたもののスタート直後の出足が鋭かったことを覚えていて、スタート直後に各馬の騎手が馬を抑え込んでいるのをみて、「とっさの判断」で先手を奪ったという。
ところが、レースは「稀にみる超スローペース」「歴史的なスローペース」となった。重馬場だったチューリップ賞では前半600メートルの通過ラップが35秒9だったのに対し、桜花賞は37秒1だった。一般に桜花賞は極端なハイペースになる傾向があるとされているが、良馬場であったにもかかわらず、先行しようとする馬がレッツゴードンキ以外にいなかったことがスローペースの原因とされている。レース後クリストフ・ルメール騎手（3着）は「funnyなレースだった」と述べた。
極端なスローペースで逃げているにもかかわらず、2番手以降のどの騎手もレッツゴードンキを追いかけようとしなかったため、レッツゴードンキは楽に先行することができた。西原は、スタート直後に先頭に立つまでは馬がハミを噛んで力走していたが、そのあとはリラックスしていたとする。
ペースが遅すぎたために最後の直線に入ってもどの馬にもたっぷりと余裕が残っていた。最後の直線では各馬が激しく追い込みにかかるも、レッツゴードンキにもじゅうぶんな余力があり、後続馬を逆に突き放して、最後は2着に4馬身差をつけてゴールまで逃げ切った。
桜花賞での逃げ切り勝ちは、1985年のエルプス以来30年ぶりとなった。1勝馬による桜花賞優勝としては史上6頭目だった。調教師の梅田智之にとってはこれがJRAのG1競走初優勝となった。馬主の廣崎利洋にとっては馬主歴28年目にして初めてのG1競走優勝となった。ふだんとは違い、馬主席ではなくコース目の前のフェンス際で観戦しており、優勝直後は周囲のファンに囲まれて祝福されたという。騎手の岩田康誠は2012年のジェンティルドンナ以来の桜花賞優勝だった。

#### 桜花賞のあと
レッツゴードンキはこのあと、優駿牝馬へ駒を進めた。桜花賞の勝ち方からレッツゴードンキへの評価は高まり、「史上14頭目の牝馬二冠達成なるか」という見方が増えていった。また、優駿牝馬の1週間前に行なわれるヴィクトリアマイルを廣崎の所有馬ストレイトガールが勝ったことで、馬主の廣崎には「2週連続GI優勝」の記録がかかると話題となった。こうして周囲の期待が高まるなか、廣崎はもし本当に勝ってしまうと大変なことになると、不安だったと述懐している。
最終的にレッツゴードンキは2番人気になった。岩田騎手や調教師によれば体調・状態は万全だったが、桜花賞の時とは違ってスムーズに走ることができず、10着に敗れた。馬主の廣崎は10着に敗れて「ホッとした」と述べている。
秋は3歳牝馬路線をすすんだ。ローズステークス（G2、1800メートル）4着のあと秋華賞（G1、2000メートル）に3番人気で臨むも、道中で折り合いを欠き17着に大敗した。このあと短距離路線に狙いを移しマイルチャンピオンシップ（G1、1600メートル）に出走、6着に終わった。掲示板には乗らない着順だったとはいえ、この年の年度代表馬となるモーリスから0.5秒差の結果に、梅田調教師は短距離の素質があると感じたという。
このあと、年末に行われる有馬記念出走馬選出のためのファン投票では20位（2万0447票）を獲得するも、出走はしなかった。

### 4歳時-7歳時（2016年-2019年）
しかし2014年桜花賞のあと、レッツゴードンキは1年10ヶ月にわたり勝鞍を挙げることができなかった。そのうち1年間は、掲示板に乗る5着に入ることすらほとんどできなかった。この間、G3戦で後方から伸びて3着に入ったことがあり、馬主の廣崎と梅田調教師は勝ったわけでもないのに喜びをみせたという。着順は振るわないとはいえ、後方待機策のために直線で不利を受けての大敗が何度かあり、調教師はレッツゴードンキの成長と、1200メートル戦への適性を確信しつつあった。
4歳秋（2016年11月）、レッツゴードンキはJBCレディスクラシック（GI、ダート1600メートル）に挑戦した。ダートコースへの出走は初めてではあったが、母馬はダート競馬で5勝を挙げていることもあって出走を決めたという。前年の優勝馬ホワイトフーガには敗れたものの2着に入り、改めて短距離能力を示すことになった。このあとレッツゴードンキは12月の香港スプリントの招待を受けたが、結局は香港へ挑まず、ターコイズステークス（重賞、芝1600メートル）で2着の後、2017年2月の京都牝馬ステークス（G3、芝1400メートル）で1年10ヶ月ぶりの優勝を果たした。2歳のデビュー当時と比べて馬体が50キログラムあまり増え、牡馬のスプリンターのような体格に成長したという。
以後、短距離G1路線を進むと、2017年高松宮記念、スプリンターズステークス、2018年高松宮記念でもハナ差の2着に入った。G1競走では2着4回と「惜敗」続きとなった。
引退レースとなった2019年12月21日の阪神カップは中団のやや後ろから追い込んでくるものの4着に敗れた。最終レース終了後には引退式が行われた。
2019年12月26日付けでJRAの競走馬登録を抹消された。
引退後の2020年にアイルランドへ渡り、ガリレオと交配した。

## 繁殖入り後
2021年2月18日22時頃、繋養先のイギリスの牧場にて初仔となるガリレオの牝馬を出産した。2021年12月、第二仔となる父フランケルの仔を受胎した状態で初仔とともに日本へ帰国した。
|       | 生年   | 馬名                   | 性 | 毛色   | 父             | 馬主             | 厩舎           | 戦績   | 主な勝利競走 | 供用           | 出典   |
| ----- | ------ | ---------------------- | -- | ------ | -------------- | ---------------- | -------------- | ------ | ------------ | -------------- | ------ |
| 初仔  | 2021年 | ミスガリレオアスク     | 牝 | 鹿毛   | Galileo        | 廣崎利洋HD（株） | 栗東・矢作芳人 | 7戦1勝 |              | 繁殖牝馬       | [ 40 ] |
| 2番仔 | 2022年 | アスクヴォルテージ     | 牡 | 鹿毛   | Frankel        | 廣崎利洋HD（株） | 栗東・藤原英昭 | 3戦1勝 |              | （現役）       | [ 41 ] |
| 3番仔 | 2023年 | レッツゴードンキの2023 | 牝 | 鹿毛   | エピファネイア |                  |                |        |              | （デビュー前） | [ 42 ] |
| 4番仔 | 2024年 | レッツゴードンキの2024 | 牝 | 黒鹿毛 | コントレイル   |                  |                |        |              |                | [ 43 ] |

- 2025年5月4日現在

## 競走成績
| 競走日     | 競馬場 | 競走名                | 格   | 距離（馬場）  | 頭 数 | 枠 番 | 馬 番 | オッズ （人気） | 着順 | タイム （上り3F） | 着差  | 騎手     | 斤量   | 1着馬（2着馬）         |
| ---------- | ------ | --------------------- | ---- | ------------- | ----- | ----- | ----- | --------------- | ---- | ----------------- | ----- | -------- | ------ | ---------------------- |
| 2014.08.24 | 札幌   | 2歳新馬               |      | 芝1800m（良） | 11    | 3     | 3     | 004.80（3人）   | 01着 | 01:53.2（34.9）   | -0.5  | 戸崎圭太 | 54kg   | （ステイハッピー）     |
| 0000.09.06 | 札幌   | 札幌2歳S              | GIII | 芝1800m（良） | 11    | 3     | 3     | 013.60（7人）   | 03着 | 01:50.2（36.4）   | -0.2  | 吉田隼人 | 54kg   | ブライトエンブレム     |
| 0000.11.01 | 東京   | アルテミスS           | GIII | 芝1600m（稍） | 17    | 2     | 3     | 004.30（1人）   | 02着 | 01:34.4（33.6）   | -0.0  | 岩田康誠 | 54kg   | ココロノアイ           |
| 0000.12.14 | 阪神   | 阪神JF                | GI   | 芝1600m（良） | 18    | 6     | 11    | 005.60（2人）   | 02着 | 01:34.5（34.3）   | -0.1  | 浜中俊   | 54kg   | ショウナンアデラ       |
| 2015.03.07 | 阪神   | チューリップ賞        | GIII | 芝1600m（重） | 17    | 8     | 15    | 003.80（2人）   | 03着 | 01:38.0（36.6）   | -0.3  | 岩田康誠 | 54kg   | ココロノアイ           |
| 0000.04.12 | 阪神   | 桜花賞                | GI   | 芝1600m（良） | 18    | 3     | 6     | 010.20（5人）   | 01着 | 01:36.0（33.5）   | -0.7  | 岩田康誠 | 55kg   | （クルミナル）         |
| 0000.05.24 | 東京   | 優駿牝馬              | GI   | 芝2400m（良） | 17    | 1     | 1     | 006.00（2人）   | 10着 | 02:26.1（35.2）   | -1.1  | 岩田康誠 | 55kg   | ミッキークイーン       |
| 0000.09.20 | 阪神   | ローズS               | GII  | 芝1800m（良） | 17    | 5     | 10    | 006.80（3人）   | 04着 | 01:45.9（35.6）   | -0.7  | 岩田康誠 | 54kg   | タッチングスピーチ     |
| 0000.10.18 | 京都   | 秋華賞                | GI   | 芝2000m（良） | 18    | 5     | 10    | 005.10（3人）   | 17着 | 01:59.8（38.0）   | -2.9  | 岩田康誠 | 55kg   | ミッキークイーン       |
| 0000.11.22 | 京都   | マイルCS              | GI   | 芝1600m（良） | 18    | 2     | 3     | 028.6（10人）   | 06着 | 01:33.3（34.3）   | -0.5  | 戸崎圭太 | 54kg   | モーリス               |
| 2016.02.28 | 阪神   | 阪急杯                | GIII | 芝1400m（良） | 18    | 5     | 9     | 004.70（2人）   | 06着 | 01:20.1（34.7）   | -0.2  | 岩田康誠 | 55kg   | ミッキーアイル         |
| 0000.03.27 | 中京   | 高松宮記念            | GI   | 芝1200m（良） | 18    | 6     | 11    | 031.2（10人）   | 08着 | 01:07.4（33.4）   | -0.7  | 岩田康誠 | 55kg   | ビッグアーサー         |
| 0000.05.15 | 東京   | ヴィクトリアマイル    | GI   | 芝1600m（良） | 18    | 6     | 11    | 023.50（8人）   | 10着 | 01:32.9（34.8）   | -1.4  | 岩田康誠 | 55kg   | ストレイトガール       |
| 0000.06.19 | 函館   | 函館スプリントS       | GIII | 芝1200m（良） | 16    | 1     | 1     | 008.10（7人）   | 03着 | 01:08.0（34.0）   | -0.2  | 吉田隼人 | 54kg   | ソルヴェイグ           |
| 0000.08.28 | 札幌   | キーンランドC         | GIII | 芝1200m（良） | 14    | 7     | 12    | 008.80（4人）   | 03着 | 01:08.7（34.5）   | -0.2  | 岩田康誠 | 55kg   | ブランボヌール         |
| 0000.10.02 | 中山   | スプリンターズS       | GI   | 芝1200m（良） | 16    | 6     | 12    | 019.70（7人）   | 09着 | 01:07.8（32.9）   | -0.2  | 岩田康誠 | 55kg   | レッドファルクス       |
| 0000.11.03 | 川崎   | JBCレディスクラシック | JpnI | ダ1600m（重） | 13    | 8     | 14    | 006.10（4人）   | 02着 | 01:41.5（39.9）   | -0.2  | 岩田康誠 | 55kg   | ホワイトフーガ         |
| 0000.12.17 | 中山   | ターコイズS           | 重賞 | 芝1600m（良） | 16    | 7     | 13    | 011.10（6人）   | 02着 | 01:33.8（34.1）   | -0.2  | 岩田康誠 | 56.5kg | マジックタイム         |
| 2017.02.18 | 京都   | 京都牝馬S             | GIII | 芝1400m（稍） | 18    | 5     | 10    | 003.00（1人）   | 01着 | 01:22.5（34.0）   | -0.3  | 岩田康誠 | 55kg   | （ワンスインナムーン） |
| 0000.03.26 | 中京   | 高松宮記念            | GI   | 芝1200m（稍） | 18    | 2     | 3     | 005.10（2人）   | 02着 | 01:08.9（33.9）   | -0.2  | 岩田康誠 | 55kg   | セイウンコウセイ       |
| 0000.05.14 | 東京   | ヴィクトリアマイル    | GI   | 芝1600m（稍） | 17    | 7     | 14    | 007.90（3人）   | 11着 | 01:34.6（34.2）   | -0.7  | 岩田康誠 | 55kg   | アドマイヤリード       |
| 0000.10.01 | 中山   | スプリンターズS       | GI   | 芝1200m（良） | 16    | 1     | 2     | 010.80（5人）   | 02着 | 01:07.6（33.1）   | -0.0  | 岩田康誠 | 55kg   | レッドファルクス       |
| 0000.10.28 | 京都   | スワンS               | GII  | 芝1400m（重） | 18    | 1     | 2     | 003.20（1人）   | 03着 | 01:22.7（35.5）   | -0.3  | 岩田康誠 | 54kg   | サングレーザー         |
| 0000.12.10 | 沙田   | 香港スプリント        | G1   | 芝1200m（良） | 13    | 7     | 12    | 047.0（10人）   | 06着 | 01.08.94          | -0.54 | 岩田康誠 | 55.5kg | Mr. Stunning           |
| 2018.02.18 | 東京   | フェブラリーS         | GI   | ダ1600m（良） | 16    | 7     | 13    | 051.0（10人）   | 05着 | 01:36.7（37.0）   | -0.7  | 幸英明   | 55kg   | ノンコノユメ           |
| 0000.03.25 | 中京   | 高松宮記念            | GI   | 芝1200m（良） | 18    | 4     | 8     | 006.30（3人）   | 02着 | 01:08.5（34.6）   | -0.0  | 岩田康誠 | 55kg   | ファインニードル       |
| 0000.05.13 | 東京   | ヴィクトリアマイル    | GI   | 芝1600m（稍） | 18    | 1     | 1     | 011.70（6人）   | 06着 | 01:32.7（33.9）   | -0.4  | 岩田康誠 | 55kg   | ジュールポレール       |
| 0000.08.26 | 札幌   | キーンランドC         | GIII | 芝1200m（稍） | 16    | 3     | 6     | 004.10（2人）   | 05着 | 01:10.2（35.5）   | -0.8  | 岩田康誠 | 55kg   | ナックビーナス         |
| 0000.09.30 | 中山   | スプリンターズS       | GI   | 芝1200m（稍） | 16    | 5     | 10    | 011.80（4人）   | 05着 | 01:08.6（34.3）   | -0.3  | 岩田康誠 | 55kg   | ファインニードル       |
| 0000.11.04 | 京都   | JBCスプリント         | JpnI | ダ1200m（良） | 16    | 7     | 13    | 006.40（2人）   | 05着 | 01:11.0（36.0）   | -0.6  | 岩田康誠 | 55kg   | グレイスフルリープ     |
| 2019.02.24 | 阪神   | 阪急杯                | GIII | 芝1400m（良） | 18    | 1     | 1     | 006.00（4人）   | 02着 | 01:20.5（34.6）   | -0.2  | 岩田康誠 | 54kg   | スマートオーディン     |
| 0000.03.24 | 中京   | 高松宮記念            | GI   | 芝1200m（良） | 18    | 4     | 8     | 009.80（5人）   | 06着 | 01:07.6（33.3）   | -0.3  | 岩田康誠 | 55kg   | ミスターメロディ       |
| 0000.05.12 | 東京   | ヴィクトリアマイル    | GI   | 芝1600m（良） | 18    | 7     | 14    | 041.0（13人）   | 10着 | 01:31.2（33.2）   | -0.7  | 岩田康誠 | 55kg   | ノームコア             |
| 0000.09.29 | 中山   | スプリンターズS       | GI   | 芝1200m（良） | 16    | 5     | 10    | 047.00（9人）   | 05着 | 01:07.5（33.4）   | -0.4  | 岩田康誠 | 55kg   | タワーオブロンドン     |
| 0000.11.04 | 浦和   | JBCレディスクラシック | JpnI | ダ1400m（重） | 12    | 5     | 6     | 006.40（5人）   | 06着 | 01:26.9（38.2）   | -2.4  | 岩田康誠 | 55kg   | ヤマニンアンプリメ     |
| 0000.12.21 | 阪神   | 阪神C                 | GII  | 芝1400m（良） | 18    | 1     | 2     | 015.60（5人）   | 04着 | 01:20.2（34.1）   | -0.8  | 岩田康誠 | 55kg   | グランアレグリア       |

- 出典：[44]

## 競走馬としての評価

### 桜花賞優勝の評価
桜花賞を逃げ切って優勝するのは1985年のエルプス以来30年ぶりだったが、エルプスは重馬場をハイペースで逃げ切ったのに対し、レッツゴードンキは良馬場をスローペースで逃げたものであり、走破タイムは全て良馬場で行われた過去6年で最も遅い。
2015年の桜花賞を「ハイレベル」（東京スポーツ）、4馬身差を「歴史的圧勝」（『サラブレ』ライター小林誠）、などと持ち上げる者もいたが、国際的に競走の格付けや競走馬の評価に用いられる公式指標である日本中央競馬会の評価は105.00ポイントで、2001年に評価が公表されるようになって以来史上最低のレベルであったという公式見解を示している。
ただしこのレーティングは2着以下の各馬が軒並み低評価だったことが大きな影響を与えており、レッツゴードンキ単独での評価は112ポイントで、これは2001年以降の15回中、2位タイの高評価である。過去に112ポイント以上の評価を受けたのは2009年のブエナビスタ(112)、2014年のハープスター(113)の2頭だけである。

## 馬名
レッツゴードンキの馬名の由来について、日本中央競馬会では『さあ進もう「ドンキホーテ」のように』の意味であるとしている。一般の報道では、この「ドンキホーテ」はスペインの騎士道物語『ドン・キホーテ』ではなく、ディスカウントストアのドン・キホーテに由来するとされており、同社の創業者安田隆夫（2015年時点では代表取締役会長）と馬主の廣崎利洋とが知己であることから命名されたと報じられている。日本中央競馬会や日本軽種馬協会が定める公式な馬名のローマ字表記は「Let's Go Donki」であり、「ドンキ」部分の綴りは騎士道物語の「Don Quixote」とは異なり、ドン・キホーテ社が商標登録をしている「DONKI」となっている。
なお、日本中央競馬会では施行規程を定めており、同規程第22条(5)では「明らかに営利のための広告宣伝を目的として会社名、商品名等と同じである名称を附したと認められ、かつ、競走馬の馬名としてふさわしくない馬名」は馬名として認められないことになっている。

## 血統

### 血統表
| レッツゴードンキの血統        | レッツゴードンキの血統                                 | レッツゴードンキの血統                                 | （血統表の出典）                                       | （血統表の出典）  |
| 父系                          | ミスタープロスペクター系                               | ミスタープロスペクター系                               | ミスタープロスペクター系                               | [ § 2 ]           |
| 父 キングカメハメハ 2001 鹿毛 | 父の父Kingmambo 1990 鹿毛                              | Mr. Prospector 1970 鹿毛                               | Raise a Native                                         | Raise a Native    |
| 父 キングカメハメハ 2001 鹿毛 | 父の父Kingmambo 1990 鹿毛                              | Mr. Prospector 1970 鹿毛                               | Gold Digger                                            |                   |
| 父 キングカメハメハ 2001 鹿毛 | 父の父Kingmambo 1990 鹿毛                              | Miesque 1984 鹿毛                                      | Nureyev                                                | Nureyev           |
| 父 キングカメハメハ 2001 鹿毛 | 父の父Kingmambo 1990 鹿毛                              | Miesque 1984 鹿毛                                      | Pasadoble                                              |                   |
| 父 キングカメハメハ 2001 鹿毛 | 父の母*マンファス Manfath 1991 黒鹿毛                  | *ラストタイクーン 1983 鹿毛                            | *トライマイベスト                                      | *トライマイベスト |
| 父 キングカメハメハ 2001 鹿毛 | 父の母*マンファス Manfath 1991 黒鹿毛                  | *ラストタイクーン 1983 鹿毛                            | Mill Princess                                          |                   |
| 父 キングカメハメハ 2001 鹿毛 | 父の母*マンファス Manfath 1991 黒鹿毛                  | Pilot Bird 1983 鹿毛                                   | Blakeney                                               | Blakeney          |
| 父 キングカメハメハ 2001 鹿毛 | 父の母*マンファス Manfath 1991 黒鹿毛                  | Pilot Bird 1983 鹿毛                                   | The Dancer                                             |                   |
| 母 マルトク 2001 栗毛         | 母の父マーベラスサンデー 1992 栃栗毛                   | サンデーサイレンス 1986 青鹿毛                         | Halo                                                   | Halo              |
| 母 マルトク 2001 栗毛         | 母の父マーベラスサンデー 1992 栃栗毛                   | サンデーサイレンス 1986 青鹿毛                         | Wishing Well                                           |                   |
| 母 マルトク 2001 栗毛         | 母の父マーベラスサンデー 1992 栃栗毛                   | モミジダンサー 1980 栗毛                               | ヴァイスリーガル                                       | ヴァイスリーガル  |
| 母 マルトク 2001 栗毛         | 母の父マーベラスサンデー 1992 栃栗毛                   | モミジダンサー 1980 栗毛                               | モミジⅡ                                                |                   |
| 母 マルトク 2001 栗毛         | 母の母エリットビーナス 1996 栗毛                       | ジェイドロバリー 1987 鹿毛                             | Mr. Prospector                                         | Mr. Prospector    |
| 母 マルトク 2001 栗毛         | 母の母エリットビーナス 1996 栗毛                       | ジェイドロバリー 1987 鹿毛                             | Number                                                 |                   |
| 母 マルトク 2001 栗毛         | 母の母エリットビーナス 1996 栗毛                       | フリースピリット 1986 鹿毛                             | リアルシャダイ                                         | リアルシャダイ    |
| 母 マルトク 2001 栗毛         | 母の母エリットビーナス 1996 栗毛                       | フリースピリット 1986 鹿毛                             | ダイナフランダース                                     |                   |
| 母系(F-No.)                   | レデイフランダーズ(USA)系(FN:4-f)                      | レデイフランダーズ(USA)系(FN:4-f)                      | レデイフランダーズ(USA)系(FN:4-f)                      | [ § 3 ]           |
| 5代内の近親交配               | Mr. Prospector 3×4、Northern Dancer 5×5×5、Special 5×5 | Mr. Prospector 3×4、Northern Dancer 5×5×5、Special 5×5 | Mr. Prospector 3×4、Northern Dancer 5×5×5、Special 5×5 | [ § 4 ]           |
| 出典                          | 1. 2. 3. 4.                                            | 1. 2. 3. 4.                                            | 1. 2. 3. 4.                                            | 1. 2. 3. 4.       |

レッツゴードンキの父はキングカメハメハ、母はマルトクである。血統表の5代以内には、ミスタープロスペクター（3×4）、ノーザンダンサー（5×5×5）、スペシャル（5×5）という近親交配がある。これはあくまでも「5代以内」の場合であり、5代前にはノーザンダンサー直仔のニジンスキー・ノーザンテーストやニジンスキー産駒のグリーンダンサーがおり、6代前まで遡るとノーザンダンサーの近親交配は5×5×5×6×6、7代まで遡ると5×5×7×5×6×6というように、さらに強い近親交配が出現する。

### 母系
レッツゴードンキの母系の4代前が社台グループがアメリカからの輸入した＊レディフランダースで、1989年から1990年頃に中距離で活躍したレディゴシップ（1989年クイーンステークス2着）や2009年のエリザベス女王杯優勝馬クィーンスプマンテ（本馬の4代母の孫）が同族である。この系統にノーザンテースト、リアルシャダイ、ジェイドロバリー、と代々にわたって社台グループの看板種牡馬を配合されて生まれたエリットビーナス（レッツゴードンキの祖母）が1歳のときに1997年のセリ市で745万円で売られ、繁殖入りしたあとにマーベラスサンデーを配合されて、マルトク（レッツゴードンキの母）が誕生した。
マルトクは2003年から2007年まで中央競馬に所属し、すべてダートの1000メートルから1400メートルで走り、5勝をあげた。重賞出走歴はないが、準オープンクラスで入着したことがある。5代以内には、累代の社台グループ種牡馬経由でヘイルトゥリーズン（4×5）、ノーザンダンサー（4×5×5）、ネイティヴダンサー（5×5×5）という近親交配がある。レッツゴードンキはその4番仔で、2016年6月時点で兄・姉に中央競馬での勝鞍があるものはないが、半兄のマルトクスパートは東海地区の重賞・東海桜花賞など地方競馬で16勝をあげている。